# Steel Wings Linz
Die Steel Wings Linz sind eine österreichische Eishockeymannschaft aus Linz (Oberösterreich), die seit 2022 wieder zum EHC Linz gehört und seit 2019 an der multinationalen Alps Hockey League teilnimmt. Die Heimspiele der Mannschaft werden in der LINZ AG Eisarena mit 4865 Plätzen ausgetragen.

## Geschichte
Die Steel Wings Linz sind aus der zweiten Mannschaft des EHC Linz hervorgegangenen und wurden von Robert Lukas, Roman Valant und Konrad Linner ins Leben gerufen. Der Spielbetrieb in der Alps Hockey League wurde 2019 aufgenommen. Im November 2020 spalteten sich die Steel Wings Linz von den Black Wings Linz ab und wurden ein unabhängiger Verein. Der Vorstand der Steel Wings Linz besteht seit 2021 aus Robert Lukas, Roman Valant, Konrad Linner und Harald Reitinger. Neben der ersten Mannschaft betreibt der Verein in Zusammenarbeit mit der Eishockey-Akademie Oberösterreich seit Sommer 2021 Nachwuchsarbeit in den Altersklassen U9 bis U14. 2022 wurden die Steel Wings und die Nachwuchsmannschaften wieder in den EHC Linz eingegliedert und der separate Verein aufgelöst.

## Trainergeschichte
| Nation      | Trainer                | Zeitspanne              |
| ----------- | ---------------------- | ----------------------- |
| Tschechien  | Karel Soudek           | Sept. 2019 – Sept. 2020 |
| Deutschland | Guido Lamberti-Charles | Sept. 2020 – Apr. 2021  |
| Osterreich  | Philipp Lukas          | April 2021 – 2022       |
| Slowenien   | Matej Hočevar          |                         |

## Fankultur
Seit der Saison 2020/2021 werden die Steel Wings Linz vom Fanclub Stahlhart Linz unterstützt.